# Roland Beaumanoir
Roland Beaumanoir, né le 20 janvier 1949 à Saint-Malo, est le fondateur et le président-directeur général du groupe Beaumanoir.

## Jeunesse
Son père, malouin, est le propriétaire du magasin « Au Corsaire » et un commerçant, détaillant de prêt-à-porter, l'un des fondateurs de l'enseigne Pantashop. Après des études de sciences économiques, Roland Beaumanoir intègre l'affaire familiale à 23 ans, et noue des relations commerciales dans le quartier parisien du Sentier. Dans le contexte de l'affirmation des grandes surfaces et du commerce de périphérie, il ouvre avec son épouse son premier magasin, Vêtimod, en périphérie de Saint-Brieuc, en mai 1981. Il monte en 1985 un groupement d'achat pour indépendants, Cache-Cache. Franchisé, dépositaire, mais également gérant et responsable de magasins, il dirige l'affaire familiale à partir de 1987.

## Carrière
Roland Beaumanoir fonde en 1991 la société anonyme Cache-Cache, franchise destinée à « une jeune femme à l’optimisme provincial, qui rentre dans la vie active et veut payer le juste prix ». En 1995, la société est au bord du dépôt de bilan en raison de l'impayé d'un franchisé, mais elle bénéficie du soutien de ses banquiers et fournisseurs.
L'implantation des magasins franchisés dans les villes de taille moyenne de province, délaissées par la concurrence, s'avère un succès. La société rachète en 2003 la marque Patrice Bréal, en 2005 la marque Scottage, puis elle acquiert en 2009 et 2011 les enseignes Morgan et La City, Caroll en octobre 2021 et Sarenza.com en novembre 2022.
Roland Beaumanoir et son épouse Jocelyne, directrice des ressources humaines du groupe, ont présenté au personnel leur fils Thomas, Directeur Général Délégué de l'entreprise. 
Henri-Pierre Dewulf, le directeur général du groupe depuis 2002 et allié fidèle de Roland Beaumanoir, quitte le groupe Beaumanoir en novembre 2015. 
Selon Challenges, la fortune personnelle de Roland Beaumanoir estimée à 800 millions d'Euros en 2015 est tombée à 450 millions d'Euros depuis 2020 à la suite des contre-performances du groupe depuis 2017. 
Lors des vœux au personnel en janvier 2020, il a annoncé qu'il s'agissait des derniers qu'il présenterait en qualité de Président du groupe, sans préciser si son fils allait occuper la fonction ou une tierce personne.

## Autres responsabilités
Roland Beaumanoir est le président de l'US Saint-Malo de 2005 à juin 2016.
Il est également membre du Club des Trente, lobby d'entrepreneurs bretons.

## Avion
Roland Beaumanoir possède et partage avec Christian Rouleau, Fondateur de la Samsic, un jet privé de type Embraer Phenom 300 (Prix catalogue 7.5 M€ / 3 500€ l'heure de vol) basé à l'Aéroport de Rennes-Bretagne immatriculé F-HJBR au travers d'une société privée (CASAM). 
L'appareil arbore sur le plan fixe vertical de son empennage arrière une moucheture d'hermine sur laquelle figure le nom fictif de la compagnie "Air Breizh", avec le logo de la Samsic au-dessus et celui du Groupe Beaumanoir en dessous.

## Prises de position

### Football et affaires
Roland Beaumanoir critique ouvertement, en 2016, les clubs qui rémunèrent leurs joueurs illégalement : « le foot est un monde de tricheurs ». En même temps, une grande partie des joueurs de l’équipe de Saint-Malo sont employés à des postes non stratégiques dans tout le groupe Beaumanoir[réf. nécessaire].

### Critique des politiques colbertistes et justification de la mondialisation
Selon Roland Beaumanoir, qui se définit comme un entrepreneur libéral, « le problème de nos politiques, c'est qu'ils sont restés totalement colbertistes. Dans ce pays, les fonctionnaires décident. » Le chef d'entreprise qui a initié en 2005 l'implémentation internationale, notamment en Chine, de son enseigne, estime que « notre société s’est construite sur la pauvreté du reste de la planète. Or, les pays pauvres ne veulent pas le rester. »

### Critique du maire de Saint-Malo
En 2013, Roland Beaumanoir adresse une lettre publique au maire de Saint-Malo depuis 1989, René Couanau, dans laquelle il reproche à l'élu UMP son positionnement « à l'aile gauche du socialisme », la remunicipalisation de l'eau potable et la construction d'une médiathèque. René Couanau est battu aux élections municipales de 2014.

### Crise du covid-19 en 2020
En avril 2020, Roland Beaumanoir communique dans la presse contre les centres commerciaux qui n'annulent pas les loyers des occupants et au travers d'une lettre ouverte cosignée par But, Fnac Darty, Galeries Lafayette, Etam, Yves Rocher, Maisons du Monde, Sport 2000 et d'autres enseignes pour fustiger les grandes foncières.
Dans une interview sur BFMTV, il dénonce les grandes sociétés foncières en indiquant que celles-ci reverseraient la moitié de leurs recettes aux actionnaires sans payer d’impôts (Roland Beaumanoir ne publie pas les comptes de ses sociétés).